# Friedrich Nickel
Friedrich Nickel (* 21. Februar 1910 in Dornbirn, Österreich; † 10. Februar 1985) war ein deutscher Textilzeichner, Illustrator und Comiczeichner.

## Leben
Friedrich Nickels Vater war Zimmerer und Fassbinder. Friedrich Nickel wuchs in Reichenberg in der späteren Tschechoslowakei auf. Hier absolvierte er auch seinen Abschluss an der Kunstakademie und war nebenbei aktiver Ringer. In dieser Zeit kam es zum Verlust der Sehkraft eines Auges durch eine erblich bedingte Sehmuskelschwäche. Eine erste Anstellung fand er als Zeichner in der Textilfabrik von Gablonz im Sudetenland.
Nach der Besetzung des Sudetenlandes durch die deutsche Wehrmacht wurde er eingezogen und erlebte den Zweiten Weltkrieg unter anderem als Zeichner und Melder in Russland. Hier erlitt er Erfrierungen an den Zehen. Das Kriegsende erlebte er in Südfrankreich, von wo er in die Kriegsgefangenschaft nach Ägypten verfrachtet wurde. Als Zeichner von Porträts erwarb er sich dort einen bescheidenen Verdienst.
Nach dem Ende seiner Kriegsgefangenschaft siedelte er sich 1947 in der Gegend von Marktoberdorf im Allgäu an. Dort wurde er als Chefzeichner und später als Abteilungsleiter der Textilfabrik Paul R. Walter eingestellt und arbeitete dort bis zu seiner Rente. In dieser Zeit durfte er als einziger die Mecki-Figur (HÖRZU und Diehl-Film) für Textildruckerzeugnisse zeichnen.
Friedrich Nickel zeichnete die Lurchihefte 61 bis 63. Zu diesem Zeitpunkt war er bereits 66 Jahre alt und in Rente. Seine Lurchidarstellung orientiert sich stark an Heinz Schubel, und der Leser konnte mit diesen Geschichten an alte Leseerfahrungen anknüpfen. Auch textlich waren diese Folgen gut und logisch aufbereitet. Georg Nickel beschreibt seinen Vater als „extrem perfekten Zeichner mit Blei-Rötel-Silberstift und Aquarell, besonders anatomisch genial. Ein liebenswerter Wissender und verantwortlich für meine emotionale Entwicklung. Ich konnte ihm zeichnerisch nie das Wasser reichen und bin noch heute unendlich dankbar für seine Impulse.“ Friedrich Nickel sollte noch erleben, wie sein Sohn seine Nachfolge als Lurchizeichner übernahm. Er verstarb am 10. Februar 1985.